# Zac Poonen
Zac Poonen, född 1939 i New Delhi, är en indisk bibellärare och kyrkoledare inom Christian Fellowship Church, en helgelserörelse i Indien med ett hundratal församlingar. 
Han var i början anställd av den indiska marinen, precis som hans stora förebilder Johan Oscar Smith och Elias Aslaksen, men avgick 1966 för att ägna sig åt andligt arbete på heltid. Poonen är teologiskt påverkad av helgelserörelsen kring 1900-talets sekelskifte, samt Smiths Vänner. Bland personer som påverkat honom märks Madame Guyon, Charles Finney, D.L.Moody, Jessie Penn-Lewis, Watchman Nee, A.W.Tozer, Sadhu Sundar Singh och Bakht Singh.
Poonen har varit mycket skarp i sin kritik av dagens frikyrklighet, särskilt dess karismatiska del. Hos honom ekar ännu helgelserörelsens arv i all sin styrka, och han är mycket gammalmodig och puritansk. Han menar t.ex. att kristen rockmusik är från djävulen, en syn han delat med den av honom mycket uppskattade David Wilkerson. Han har även starkt fördömt framgångsteologin. Helgelsetemat är helt dominerande i allt han skriver. Han har skrivit mer än 25 böcker, som översatts till flera språk, bl.a. norska. 
I Amerika sprids hans indiska budskap av Ravens ministry
och i Norge av tidskriften Ordets Lys. Den senare tillhör Smiths Vänners utbrytargrupp där Poonen haft sina främsta lärjungar i Norden.